# Molecular Therapy
Molecular Therapy — це науковий журнал, видавництва Cell Press, який спрямований на розробку та вивчення «молекулярної та клітинної терапії для корекції генетичних і набутих захворювань».
Molecular Therapy є провідним журналом для досліджень у сферах генотерапії, розробки та дизайну генетичних векторів, маніпуляції зі стовбуровими клітинами, розробки генної, пептидної, білкової, олігонуклеотидної та клітинної терапії для корекції генетичних і набутих захворювань, а також в таких сферах, як розробка вакцин, доклінічна цільова перевірка й дослідження безпеки/ефективності, та клінічні випробування.
Molecular Therapy присвячена міждисциплінарній співпраці у генетиці, медицині та біотехнології. Публікуючи важливі рецензовані дослідження та передові огляди та коментарі, журнал продовжує залучати найкращі матеріали в цій галузі.
Molecular Therapy є головним журналом в родині журналів з однойменною назвою, яка також включає наступні журнали:
- Molecular Therapy — Methods & Clinical Development
- Molecular Therapy — Nucleic Acids
- Molecular Therapy — Oncolytics

Імпакт-фактор Molecular Therapy у 2021 році становить 12,910.